# Храм Светог пророка Илије у Карановцу
Храм Светог пророка Илије у Карановцу, насељеном месту на територији општине Петрово, припада Епархији зворничко–тузланској Српске православне цркве.

## Историјат
Храм Светог пророка Илије у Карановцу је димензија 23×11 метара. Градња је почела 8. јула 2000. године. Темеље је освештао 2. августа 2001. епископ зворничко-тузлански Василије Качавенда. Првобитни пројекат је израдио Стојко Грубач из Бања Луке, али је касније измењен додавањем централне куполе. Иконостас од храста је израдио Реуф Ширбеговић из Грачанице и даривао га храму за покој душе своје таште Митре. Иконе на иконостасу је живописао презвитер Перица Параклис из Бранковине. Сва врата на храму као и дрвену дарохранилницу је израдио Војо Марушић из Карановца. Као највећи донатор градње храма је забележен Душан Пејић који је родом из Карановца. Током одбрамбено–отаџбинског рата, 1994. године, је подигнута дрвена капела која је служила као богослужбени простор до 1. новембра 2003. када је изгорела у подметнутом пожару чији починилац није откривен.